# Paso del Centurión
Paso del Centurión és una entitat de població de l'Uruguai, ubicada a l'est del departament de Cerro Largo, sobre la franja fronterera amb el Brasil.
Es troba a 38 metres sobre el nivell del mar. Té una població aproximada de 100 habitants.